# Lucius Porcius Cato
Lucius Porcius Cato var son till Marcus Porcius Cato Salonianus och konsul i den romerska republiken 89 f.Kr. tillsammans med Gnaeus Pompeius Strabo. Under den här perioden var den romerska republiken i krig mot ett flertal folk och städer man var i förbund med. Dessa bundsförvanter, eller  socii, var motparten i bundsförvantskriget. Lucius Porcius Cato ledde den romerska republikens armé i slaget vid Fucinesjön, där han dödades.